# ناتالي بنوا
ناتالي بنوا (بالفرنسية: Nathalie Benoit)‏ هي مجدفة فرنسية، ولدت في 12 يونيو 1980 في آكس أون بروفانس في فرنسا.

## وصلات خارجية
- الموقع الرسمي
- ناتالي بنوا على موقع الاتحاد الدولي للتجديف (الإنجليزية)
- ناتالي بنوا على موقع Paralympic.org (الإنجليزية)
- ناتالي بنوا على موقع اللجنة البارالمبية الفرنسية (الفرنسية)